# Scialatielli
Gli scialatielli sono un formato di pasta fresca usato nella tradizione della pasta campana. 
Il nome degli scialatielli deriva presumibilmente da due parole tipiche della lingua napoletana, "scialare" (godere) e "tiella" (padella). Questo tipo di pasta è tipica di Amalfi, dov'è nata per mano dello chef Enrico Cosentino nel 1978, quando, presentando gli scialatielli ad un concorso culinario, ottenne grazie ad essi il premio entremetier dell'anno.
Sono listarelle più corte degli spaghetti, più larghe e di sezione rettangolare piuttosto irregolare. Sono tradizionalmente fatti a mano, farina, acqua e/o latte, formaggio grattugiato, basilico fresco tritato, sale e uova, ma vengono anche venduti come formato di produzione industriale.
Sono riconosciuti come prodotto agroalimentare tradizionale tipico della regione Campania.